# Best Architects

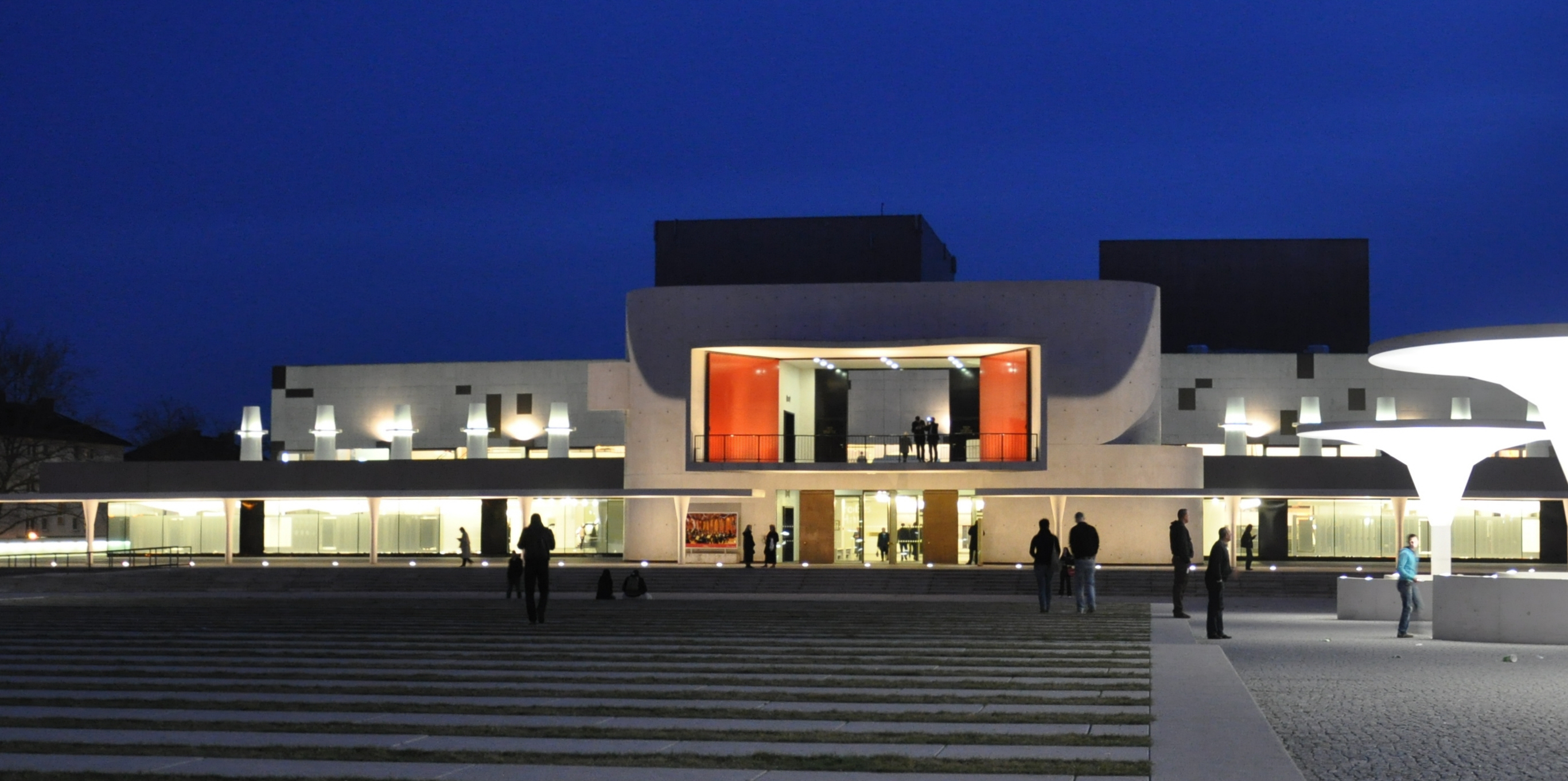
Architekten Lederer+Ragnarsdóttir+Oei präsentiert in Best Architects 09 für die Sanierung und Erweiterung des Staatstheaters Darmstadt

Best Architects (Stilisierte Eigenschreibweise: best architects) ist ein seit 2006 jährlich erscheinendes Architekturbuch einer Düsseldorfer Werbeagentur. Die darin vorgestellten Projekte sind hauptsächlich in deutschsprachigen Ländern zu finden.

## Geschichte
Seit dem Jahr 2006 präsentiert die Werbeagentur Zinnobergruen GmbH Architekturprojekte in einem jährlich erscheinenden Buch unter dem Titel Best Architects mit angefügtem Folgejahr. Das 2006 erstellte Buch wurde als Best architects 07 veröffentlicht.
Ursprünglich wurden Arbeiten von Architekten und Architekturbüros aus dem deutschsprachigen Raum in Deutschland, Österreich und der Schweiz vorgestellt. Von 2015 an wurden Architekten aus allen europäischen Ländern um Einsendungen gebeten. Im Zeitraum von 2006 bis 2023 fanden sich von 1.373 Projekten 1.278 (93 %) in Ländern des geschlossenen deutschen Sprachraums, 377 in Deutschland (27 %), 191 in Österreich (14 %), 700 in der Schweiz (51 %), 4 in Luxemburg und 6 in Liechtenstein (jeweils unter 1 %).

## Kosten
Die Bewerbung um eine Aufnahme in das Buch war anfangs kostenfrei, seit 2015 wird für die Einreichung eine Gebühr erhoben. Für die Veröffentlichung eines Projektes wird eine zusätzliche Gebühr für Reproduktions- und Bearbeitungskosten erhoben, ein Exemplar des jeweiligen Buches ist im Preis enthalten. Im Jahr 2008 kostete eine Veröffentlichung 1.400 €, 2021 kosteten Bewerbung und Veröffentlichung bis 2.070 €, im Jahr 2022 bis 2.410 €, im Jahr 2024 waren es bis zu 2.730 €.

## Auswahl
Die Auswahl der eingereichten Projekte findet mithilfe einer mit Architekten besetzten Jury am Sitz der Werbeagentur in Düsseldorf statt. Im Jahr 2006 kam eine fünfköpfige Jury zusammen, seit 2011 besteht die Jury aus drei Mitgliedern. Als Auswahlkriterium sollen Architektur- und Gestaltungsqualität, Raumkonzeption, Funktionalität, sowie technische und kreative Leistung dienen. Die Agenturen der Jurymitglieder veröffentlichen häufig eigene Projekte in der Best Architects Reihe.
Die Anzahl der vorgestellten Projekte ist nicht vorab limitiert. Die geringste Anzahl waren 35 im Jahr 2008, im Jahr 2014 war die bisher größte Anzahl mit 115 Preisträgern. In Best Architects präsentierte Projekte erhalten als Wertung den Zusatz Gold, Silber oder Bronze. Zwischen 2008 und 2022 wurden 152 Bauten mit Gold gewertet (durchschnittlich 10 pro Jahr). Für die Bewerbung im Jahr 2019 wurden 326 Arbeiten eingereicht, 81 wurden für das Buch Best Architects 20 ausgewählt, davon wurden 11 mit „Gold“ bewertet.
Realisierte Projekte jeglicher Größenordnung können in verschiedenen Kategorien zum Wettbewerb eingereicht werden:
- Umbauten und Erweiterungen (ab Best Architects 22)
- Wohnungsbau/Einfamilienhäuser
- Wohnungsbau/Mehrfamilienhäuser
- Büro- und Verwaltungsbauten
- Gewerbe- und Industriebauten
- Bildungsbauten (ab Best Architects 16)
- Öffentliche Bauten (ab Best Architects 13)
- Infrastrukturbauten (ab Best Architects 16)
- Innenausbau (ab Best Architects 08)
- Sonstige Bauten

## Jury
In Klammern Jahrgänge, in denen das Jurymitglied oder die Agentur des Jurymitglieds eigene Projekte in einem Best Architects Buch präsentierte.
- 2006[9]
  - Max Dudler
  - Francesca Ferguson
  - Valerio Olgiati
  - Laurids Ortner
  - Axel Schultes
- 2007
  - Marianne Burkhalter
(Best Architects 09, 10, 13, 16, 21)
  - Andreas Hild
  - Quintus Miller
(Best Architects 09, 11, 12, 14)
  - Laurids Ortner
  - Roger Riewe
(Best Architects 07, 10, 12, 15, 17)
- 2008
  - Markus Allmann
  - Regina Leibinger
  - Meinrad Morger
(Best Architects 07)
  - Laurids Ortner
- 2009
  - Petra Vondenhof-Anderhalten
  - Emanuel Christ
(Best Architects 14, 17, 18)
  - Elke Delugan-Meissl
  - Armand Grüntuch
(Best Architects 08, 09, 10, 14, 17)
- 2010
  - Julia Bolles-Wilson
  - Andreas Bründler
  - Bernhard Marte
(Best Architects 10, 12, 13, 16, 18, 22, 23)
- 2011
  - Piet Eckert
(Best Architects 08, 09, 13)
  - Peter Sapp
(Best Architects 11)
  - Till Schneider
(Best Architects 13, 14)
- 2012
  - Andreas Gierer
(Best Architects 10, 12, 15, 22)
  - Lorenzo Giuliani
(Best Architects 09, 11, 14, 16, 17, 18, 19, 20, 21, 23)
  - Günther Katherl
(Best Architects 14, 16, 18, 20)
- 2013
  - Johannes Käferstein
(Best Architects 13, 16, 21, 22)
  - Ansgar Schulz
(Best Architects 08, 09, 10, 12, 13, 16, 17, 20, 21, 22, 23)
  - Johann Traupmann
(Best Architects 10)
- 2014
  - Donatella Fioretti
  - Niklaus Graber
(Best Architects 08, 10, 12, 13, 14, 18, 21, 22)
  - Martin Lesjak
(Best Architects 13, 14, 16, 19)
- 2015[14]
  - Pia Durisch
(Best Architects 17)
  - Muck Petzet
(Best Architects 09, 12, 15, 23)
  - Christian Waldner
(Best Architects 11)
- 2016[15]
  - Stephan Birk
(Best Architects 14, 16, 18, 21, 22)
  - Corinna Menn
(Best Architects 11, 15)
  - Georg Poduschka
(Best Architects 08, 12, 14, 18)
- 2017[16]
  - Verena von Beckerath
  - Sou Fujimoto
  - Ingemar Vollenweider
(Best Architects 16, 17, 23)
- 2018[17]
  - Raphael Frei
(Best Architects 12, 13, 15, 16, 17, 20, 21, 22, 23)
  - Thomas Lechner
(Best Architects 10, 12, 14, 16, 17, 18, 20, 22, 23)
  - Jonathan Sergison
- 2019[18]
  - Titus Bernhard
(Best Architects 07, 09, 10, 13, 19)
  - Ünal Karamuk
(Best Architects 19)
  - Anna Popelka
(Best Architects 08, 12, 14, 18)
- 2020
  - Johannes Modersohn
(Best Architects 08, 14, 17, 19, 22)
  - Yves Moreau
  - Patrick Schmid
(Best Architects 19, 20)
- 2021
  - Sandy Attia
(Best Architects 14, 19, 20)
  - Samuel Lundberg
(Best Architects 18, 19, 20, 21, 23)
  - Rolf Seiler
(Best Architects 18, 20, 23)
- 2022
  - Andrew Clancy
  - Felix Waechter
(Best Architects 20, 22)
  - Daniel Zamarbinde
(Best Architects 22)
- 2023
  - David Brodbeck (Best Architects 23)
  - Silvia Schellenberg-Thaut (Best Architects 12, 16, 17, 19, 22, 23)
  - Mark Ziörjen (Best Architects 20, 21)

Quelle, wenn nicht anders angegeben: 

## Preisträger
→ Hauptartikel Liste von Preisträgern des Best Architects Award (nicht vollständig)

## Veröffentlichungen
Best Architects erscheint jährlich im Selbstkostenverlag der Werbeagentur Zinnobergruen GmbH. Herausgeber ist der Geschäftsführer Tobias Schwarzer.
- 2006: Best architects 07, 44 Projekte, 216 Seiten. ISBN 978-3-9811174-0-0
- 2007: Best architects 08, 35 Projekte, 192 Seiten. ISBN 978-3-9811174-1-7
- 2008: Best architects 09, 49 Projekte, 248 Seiten. ISBN 978-3-9811174-2-4
- 2009: Best architects 10, 43 Projekte, 224 Seiten. ISBN 978-3-9811174-3-1
- 2010: Best architects 11 – 69 Projekte, 69 Projekte, 332 Seiten. ISBN 978-3-9811174-4-8
- 2011: Best architects 12, 360 Seiten. ISBN 978-3-9811174-5-5
- 2012: Best architects 13 – Seiten Vierhundertvierzig, 96 Projekte, 440 Seiten. ISBN 978-3-9811174-6-2
- 2013: Best architects 14 — Little Daily Wonders, 115 Projekte, 496 Seiten. ISBN 978-3-9811174-8-6
- 2014: Best architects 15, 71 Projekte, 344 Seiten. ISBN 978-3-9811174-9-3
- 2015: Best architects 16 – Book, 89 Projekte, 424 Seiten. ISBN 978-3-946021-00-1
- 2016: Best architects 17, 93 Projekte, 456 Seiten. ISBN 978-3-946021-01-8
- 2017: Best architects 18, 83 Projekte, 400 Seiten. ISBN 978-3-946021-02-5
- 2018: Best architects 19, 82 Projekte, 400 Seiten. ISBN 978-3-946021-03-2
- 2019: Best architects 20 — Twenty Twenty, 81 Projekte, 416 Seiten. ISBN 978-3-946021-04-9
- 2020: Best architects 21 — Two Thousand Twenty One, 91 Projekte, 448 Seiten. ISBN 978-3-946021-05-6
- 2021: Best architects 22, 440 Seiten. ISBN 978-3-946021-06-3
- 2022: Best architects 23 – Twenty Three, 396 Seiten. ISBN 978-3-946021-07-0
- 2023: Best architects 24, 424 Seiten. ISBN 978-3-946021-08-7

## Erwähnungen
- Der Wettbewerb wird in der von der Bundesstiftung Baukultur veröffentlichten Architekturpreisliste geführt[19]
- Der Schweizerische Ingenieur- und Architektenverein (SIA) führt den Wettbewerb als Zeitschriftenpreis.[20]